# Catharsius marcellus
Catharsius marcellus là một loài bọ cánh cứng trong họ Bọ hung (Scarabaeidae).